# Роздрібнена множина
Поняття роздрі́бнених множи́н (англ. shattered sets) відіграє важливу роль в теорії Вапника — Червоненкіса, відомій також як ВЧ-теорія. Роздрібнювання та ВЧ-теорія використовуються в дослідженні емпіричних процесів, а також у статистичній теорії обчислювального навчання.

## Визначення
Припустімо, що A є множиною, а C — класом множин. Клас C роздрі́бнює множину A, якщо для кожної підмножини a множини A існує такий елемент c класу C, що
{\displaystyle a=c\cap A.}
Рівнозначно, C роздрібнює A, якщо булеан P(A) = { c ∩ A | c ∈ C }.
Ми застосовуємо літеру C для позначення «класу» (англ. class) або «набору» (англ. collection) множин, як у класі Вапника — Червоненкіса (ВЧ-клас). Множина A часто вважається скінченною, оскільки в емпіричних процесах нас цікавить роздрібнювання скінченних множин точок даних.

## Приклад
Ми покажемо, що клас усіх кругів на площині (у двовимірному просторі) не роздрібнює будь-яку множину з чотирьох точок на одиничному колі, але клас усіх опуклих множин на площині роздрібнює будь-яку скінченну множину точок на одиничному колі.
Нехай A є множиною з чотирьох точок на одиничному колі, а C є класом усіх кругів.

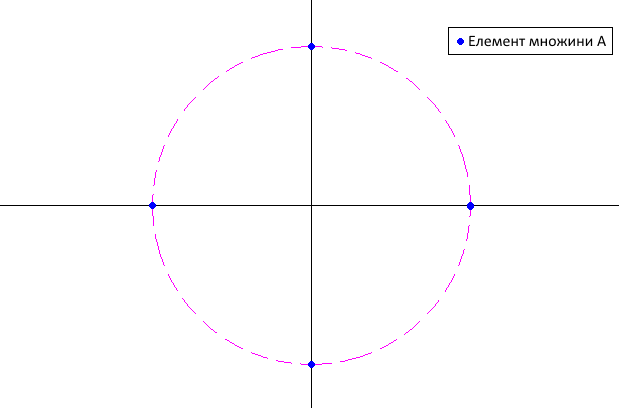
Множина A з чотирьох конкретних точок на одиничному колі (одиничне коло показано рожевим).

Щоби перевірити, чи C роздрібнює A, ми намагаємося намалювати круг навколо кожної з підмножин точок множини A. По-перше, ми малюємо круг навколо підмножин з кожної ізольованої точки. Потім ми намагаємося намалювати круг навколо кожної з підмножин із пар точок. Це виявляється здійсненним для сусідніх точок, але неможливим для точок на протилежних сторонах кола. Як унаочнено нижче:

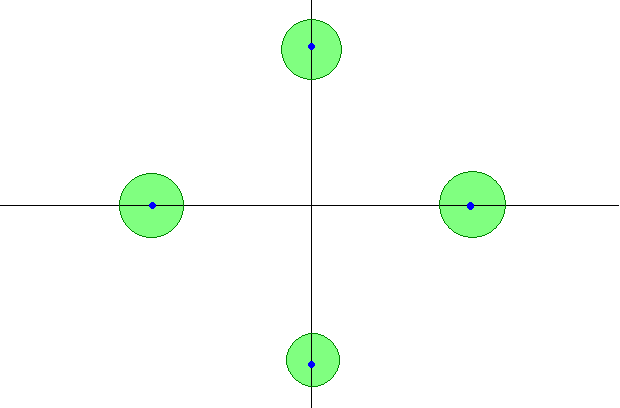
Кожну окрему точку може бути ізольовано кругом (показано всі чотири).
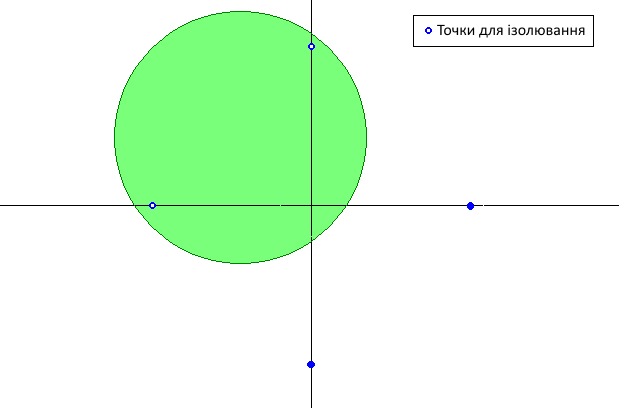
Кожну з підмножин із сусідніх точок може бути ізольовано кругом (показано один із чотирьох).
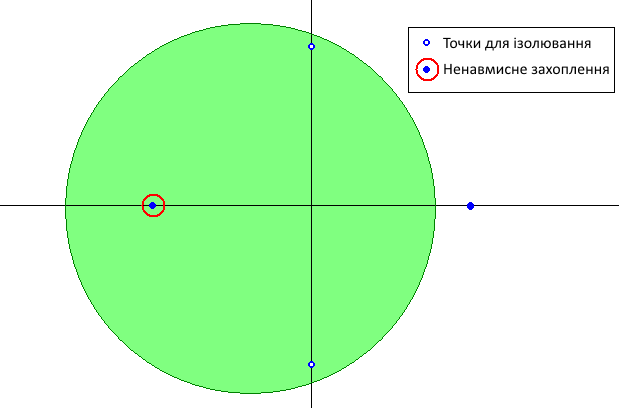
Підмножину з точок на протилежних сторонах одиничного кола не може бути ізольовано кругом.

Оскільки існує підмножина, яку не може бути ізольовано жодним кругом із C, то ми робимо висновок, що A не роздрібнюється класом C. І, трохи поміркувавши, ми можемо довести, що жодна множина з чотирьох точок не роздрібнюється цим C.
Проте, якщо ми перевизначимо C як клас усіх еліпсів, ми виявимо, що ми все ще можемо ізолювати всі підмножини, як і вище, але також і точки, які раніше були проблемними. Таким чином, ця конкретна множина з 4 точок роздрібнюється класом еліпсів. Унаочнено нижче:

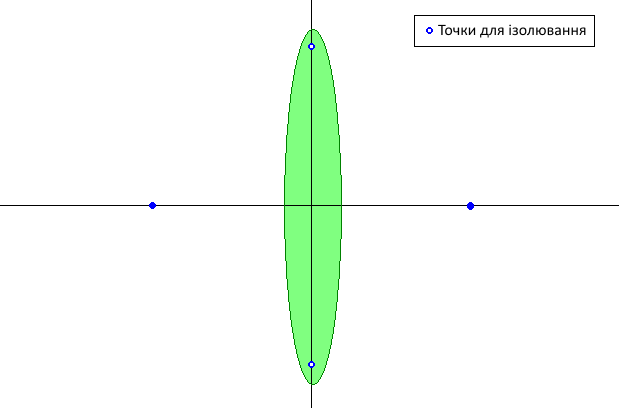
Протилежні точки A є тепер віддільними деяким еліпсом (показано один із двох)
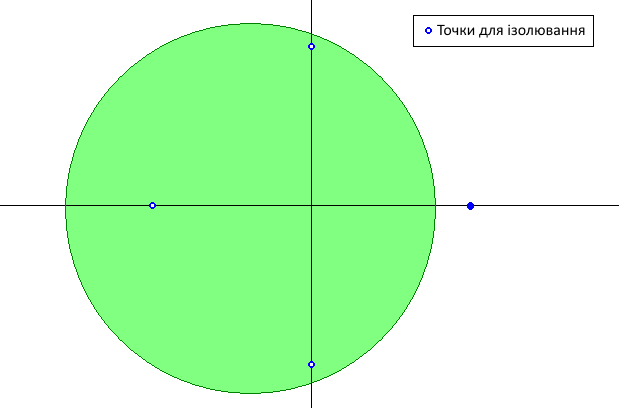
Кожна з підмножин із трьох точок з A також є віддільною деяким еліпсом (показано один із чотирьох)

Трошки поміркувавши, ми можемо зробити узагальнення, що будь-яку множину скінченних точок на одиничному колі може бути роздрібнено класом усіх опуклих множин (унаочніть з'єднанням точок).

## Коефіцієнт роздрібнювання
Для кількісної оцінки багатства набору множин C ми використовуємо поняття коефіцієнтів роздрібнювання (відомих також як коефіцієнти роздрібнення або функція росту, англ. shattering coefficients, shatter coefficients, growth function). Для набору C множин s⊂Ω, де Ω є будь-яким простором, часто ймовірнісним простором, а {\displaystyle x_{1},x_{2},\dots ,x_{n}\in \Omega } є будь-якою множиною з n точок, ми визначаємо n-тий коефіцієнт роздрібнювання набору C як
{\displaystyle S_{C}(n)=\max _{x_{1},x_{2},\dots ,x_{n}\in \Omega }\operatorname {card} \{\,\{\,x_{1},x_{2},\dots ,x_{n}\}\cap s,s\in C\}}
де {\displaystyle \operatorname {card} } позначає потужність множини.
{\displaystyle S_{C}(n)} — це найбільше число підмножин будь-якої множини A з n точок, які може бути сформовано перетином A з множинами з набору C.
Ось деякі факти про {\displaystyle S_{C}(n)}:
1. {\displaystyle S_{C}(n)\leq 2^{n}} для всіх n, оскільки {\displaystyle \{s\cap A|s\in C\}\subseteq P(A)} для будь-якої {\displaystyle A\subseteq \Omega }.
2. Якщо {\displaystyle S_{C}(n)=2^{n}}, то це означає, що існує множина потужності n, яку може бути роздрібнено набором C.
3. Якщо {\displaystyle S_{C}(N)<2^{N}} для деякого {\displaystyle N>1}, то {\displaystyle S_{C}(n)<2^{n}} для всіх {\displaystyle n\geq N}.

Третя властивість означає, що якщо C не може роздрібнити будь-яку множину потужності N, то він не може роздрібнювати множини й вищих потужностей.

## Клас Вапника— Червоненкіса
ВЧ-розмірність класу C визначається як
{\displaystyle VC(C)={\underset {n}{\min }}\{n:S_{C}(n)<2^{n}\}\,}
або, альтернативно, як
{\displaystyle VC_{0}(C)={\underset {n}{\max }}\{n:S_{C}(n)=2^{n}\}.\,}
Зауважте, що {\displaystyle VC(C)=VC_{0}(C)+1.}
Якщо для будь-якого n існує множина потужності n, яку може бути роздрібнено класом C, то {\displaystyle S_{C}(n)=2^{n}} для всіх n, а ВЧ-розмірність цього класу C є нескінченною.
Клас зі скінченною ВЧ-розмірністю називається класом Вапника — Червоненкіса або ВЧ-класом. Клас C є рівномірно Гливенка — Кантеллі, якщо і лише якщо він є ВЧ-класом.